# Aggies de North Carolina A&T
Les Aggies de North Carolina A&T (en anglais : North Carolina A&T Aggies) sont un club omnisports universitaire de l'université agricole et technique d'État de Caroline du Nord située à Greensboro dans l'État de Caroline du Nord. Les équipes des Aggies participent aux compétitions universitaires organisées par la National Collegiate Athletic Association au sein de sa Division I.
Ils sont affiliés à la Colonial Athletic Association (CAA) et participent à 10 sports dont 7 pour les hommes et 8 pour les femmes (plusieurs sports sont communs aux deux). Au cours de l'année universitaire 2022-2023, le bowling (un sport réservé aux femmes) et le football américain sont les seuls sports non hébergés dans la CAA. Le bowling participe à la Mid-Eastern Athletic Conference, dont les Aggies ont été membres à part entière de 1970 à 2021. L'équipe de football américain joue dans la Big South Conference lors de la saison 2022 avant de rejoindre CAA Football, la ligue de football américain techniquement distincte de la Colonial Athletic Association, en 2023. Les Aggies avaient été membres tous sports de la Big South Conference au cours de l'année universitaire 2021-2022.

## Sports représentés
| Hommes                                   | Femmes        |
| Athlétisme†                              | Athlétisme†   |
| Baseball                                 | Basketball    |
| Basketball                               | Bowling       |
| Cross-country                            | Cross-country |
| Football américain                       | Golf          |
| Golf                                     | Softball      |
| Tennis                                   | Tennis        |
|                                          | Volleyball    |
| † – Athlétisme en salle et en plein air. |               |